# Abraxas actinota
Abraxas actinota är en fjärilsart som beskrevs av Rayner 1920. Abraxas actinota ingår i släktet Abraxas och familjen mätare. Inga underarter finns listade i Catalogue of Life.